# Meiacanthus nigrolineatus
Meiacanthus nigrolineatus är en fiskart som beskrevs av Smith-vaniz, 1969. Meiacanthus nigrolineatus ingår i släktet Meiacanthus och familjen Blenniidae. Inga underarter finns listade i Catalogue of Life.